# Argentína címere

Argentína címere

Argentína címere egy zöld babérkoszorúval körülvett, közepén vízszintesen osztott ovális pajzs, felül kék, alul fehér színű. 
A címer tetején a felkelő Májusi nap helyezkedik el, Argentína jelképe. Középen kézfogás látható, ami Argentína különböző tartományainak egységét jelképezi. A két kéz egy botot tart, ami a hatalmat és annak akaratát képviseli, hogy hajlandóak megvédeni a szabadságot, aminek jelképe a csúcsán lévő vörös phrügiai sapka (Szabadság-sapka). E jelkép az ókori Római Birodalom korából származik, anatóliai rabszolgák szabadságának kivívására utal, akiket fabottal vertek felszabadulásuk előtt.